# Live & Off the Record
Live & Off the Record (případně španělsky En vivo y en privado) je CD a DVD s živým vystoupením kolumbijské zpěvačky Shakiry z roku 2004. DVD obsahuje biografii Shakiry a záběry z tour.

## Seznam skladeb

### Disk 1 (CD)
1. "Ojos Así" (Flores, Gaza, Shakira) – 8:14
2. „Si Te Vas“ (Ochoa, Shakira) – 4:36
3. "Underneath Your Clothes" (Mendez, Shakira) – 4:13
4. "Ciega, Sordomuda" (Ochoa, Shakira) – 4:58
5. „The One“ (Ballard, Shakira) – 3:46
6. „Back in Black“ (A. Young, M. Young, B. Johnson) – 5:23
7. „Tú“ (O'Brien, Shakira) – 4:50
8. „Poem to a Horse“ (Ochoa, Shakira) – 7:13
9. „Objection (Tango)“ (Shakira) – 4:22
10. „Whenever, Wherever“ (Estefan, Mitchell, Shakira) – 7:52

### Disk 2 (DVD)
1. „Ojos Así“ (Flores, Gaza, Shakira)
2. „Si Te Vas“ (Ochoa, Shakira)
3. „Ciega, Sordomuda“ (Ochoa, Shakira)
4. „The One“ (Ballard, Shakira)
5. „Back in Black“ (A. Young, M. Young)
6. „Rules“ (Mendez, Shakira)
7. „Inevitable“ (Ochoa, Shakira)
8. „Estoy Aquí“ (Ochoa, Shakira)
9. „Underneath Your Clothes“ (Mendez, Shakira)
10. „Octavo Día“ (Shakira, Mendez)
11. „Ready for the Good Times“ (Mendez, Shakira)
12. „Tú“ (O'Brien, Shakira)
13. „Poem to a Horse“ (Ochoa, Shakira)
14. „Objection (Tango)“ (Shakira)
15. „Whenever, Wherever“ (Estefan, Mitchell, Shakira)